# ГАХАЛ
ГАХАЛ (ивр. גח"ל‎ , полное название — Свобода – Либеральный блок (ивр. גוש חרות-ליברלים‎) — праволиберальный избирательный блок израильских партий Херут во главе с Менахемом Бегином и большей части Израильской либеральной партии. Основан 25 мая 1965 года, и просуществовал до создания блока «Ликуд» в 1973 году.

## Предыстория
Движение «Херу́т» было основано в июне 1948 года членами «Эцела» (Иргун цваи леумми) с целью превратить «Эцел» из подпольной боевой организации в парламентскую партию, что и произошло, начиная с октября 1948 года.
Основателем и первым лидером партии был Менахем Бегин; среди основателей «Херута» были  доктор И. Бадер, Э. Меридор, Эстер Разиэль-Наор, Я. Меридор , Э. Ланкин, Х. Ландау.
На выборах в Кнессет 1-го созыва, прошедших 25 января 1949 года, движение  «Херут» получило 11,5 % голосов (14 мандатов).
Либеральная партия Израиля была создана 8 мая 1961 года, к концу работы Кнессета 4-го созыва, в результате слияния «Партии общих сионистов» и лево-либеральной «Прогрессивной партии», суммарно имевших 14 мест в кнессете. Досрочные выборы были назначены на август 1961 года после того, как кнессетом был принят вотум недоверия правительству в связи с делом Лавона, поданным партиями «Общих сионистов» и «Херут».
На выборах в Кнессет 5-го созыва, прошедших 15 августа 1961 года, партия получила 17 мест, столько же, сколько и партия «Херут» под руководством Менахема Бегина. Суммарное количество мандатов от этих партий было вторым по величине после партии «МАПАЙ» (42 места) под руководством Давида Бен-Гуриона.
В 1965 году руководство партий либералов и «Херут» провело совещания по поводу возможного их объединения. Семь её депутатов, в основном от бывшей «Прогрессивной партии», во главе с первым министром юстиции Израиля Пинхасом Розеном, не согласились с таким решением и создали 16 марта 1965 года новую партию «Независимых либералов». 25 мая 1965 года оставшаяся часть либеральной партии объединилась с «Херутом» в блок «ГАХАЛ» под руководством М. Бегина, хотя обе стороны продолжали функционировать до конца каденции кнессета как независимые фракции.

## Новый блок
На выборах в Кнессет 6-го созыва, прошедших 1 ноября 1965 года, блок «ГАХАЛ» получил 26 мест, значительно уступив блоку «Маарах» (партия «МАПАЙ» и близкая к ней социалистическая партия «Ахдут ха-Авода»), получившему суммарно 45 мест. Тем не менее, этот результат стал поворотным моментом в израильской политике, так как впервые появился блок, способный оспорить гегемонию партии «МАПАЙ». Тем более, что к концу каденции Кнессета шестого созыва представительство блока «ГАХАЛ» увеличилось до 27 мест, что было только на 7 мест меньше, чем у партии «МАПАЙ», сократившейся до 34-х после того как от неё откололась фракция из 8 депутатов во главе с Бен-Гурионом, создавшая партию РАФИ.
В 1967 году, перед Шестидневной войной, «ГАХАЛ» был приглашён в чрезвычайное правительство национального единства Леви Эшколя, и М. Бегин впервые стал министром без портфеля, вторым министром без портфеля стал Йосеф Сапир.
После выборов 1969 года «ГАХАЛ» вновь получил 26 мандатов в Кнессете и вошёл в правительство Голды Меир, получив 6 министерских портфеля, однако в 1970 году блок вышел из правительства в знак протеста против принятия американского плана Роджерса, содержащего территориальные уступки со стороны Израиля.
Перед выборами в Кнессет 8-го созыва к блоку «ГАХАЛ» присоединился легендарный генерал Ариэль Шарон, демобилизовавшийся из армии после Войны Судного дня. По его инициативе блок объединился с нескольким малыми партиями, включая «Мерказ Хофши», «Решима Мамлахтит» и группой из движения «Эрец Исраэль ха-Шлема», сформировав тем самым блок Ликуд. На выборах, прошедших 31 декабря 1973 года, новый блок получил 39 мандатов, уступив «МААРАХу» 12 мест в кнессете.
Следующие выборы в Кнессет 9-го созыва (17 мая 1977 года) проходили под знаком недовольства общества ходом войны Судного Дня и правлением партии «МАПАЙ» в целом, и правительства Ицхака Рабина (1974—1977 гг.), в частности. В результате произошел «переворот», когда впервые в израильской политике партия «МАПАЙ» потеряла власть, уступив 11 мандатов Ликуду, который получил 43 мандата., а М. Бегин из лидера оппозиции превратился в премьер-министра.